# Comisión de Prevención del Blanqueo de Capitales e Infracciones Monetarias
La Comisión de Prevención del Blanqueo de Capitales e Infracciones Monetarias (CPBC) es el órgano colegiado responsable de dar impulso y coordinar las medidas de prevención del blanqueo de capitales y de la financiación del terrorismo, así como, la resolución de los expedientes sancionadores por incumplimiento de las obligaciones de prevención. La Comisión, adscrita al Ministerio de Economía a través de la Secretaría de Estado de Economía, está integrada por representantes de las Fuerzas y Cuerpos de Seguridad del Estado, por los servicios de inteligencia, por las principales instituciones públicas económicas del país y representantes tanto de la Administración Central como de las autonómicas.
Para la investigación, análisis, persecución y represión de los delitos de blanqueo de capitales y otros relacionados con las infracciones monetarias cuenta con una unidad de inteligencia formada por personal del Ministerio de Economía, Banco de España, Agencia Tributaria, Policía Nacional y Guardia Civil, el Servicio Ejecutivo (Sepblac).

## Origen
La CPBC se crea mediante la Ley sobre determinadas medidas de prevención del blanqueo de capitales del año 1993. La comisión se creó con el fin de impulsar y coordinar la ejecución de dicha Ley. Esta nueva comisión sustituyó a la Comisión de Vigilancia de las Infracciones de Control de Cambios, que había existido desde 1980. Actualmente se regula por la Ley de prevención del blanqueo de capitales y de la financiación del terrorismo del año 2010 y su reglamento.

## Estructura y composición
La Comisión actúa mediante tres composiciones diferentes: el Pleno, el Comité Permanente y el Comité de Inteligencia Financiera. Se reúnen como mínimo, dos veces al año.

### Pleno
El Pleno de la CPBC está compuesto por 25 miembros:
| - El Secretario de Estado de Economía y Apoyo a la Empresa, que ejercerá la Presidencia. - El Secretario General del Tesoro y Política Financiera. - El Fiscal Jefe de la Fiscalía Antidroga. - El Fiscal Jefe de la Fiscalía contra la Corrupción y la Criminalidad Organizada. - El Fiscal Jefe de la Audiencia Nacional. - Un vocal del Consejo General del Poder Judicial designado por su Presidente. - El Secretario General del Banco de España. - El director general de Supervisión del Banco de España. - El director general del Servicio Jurídico de la Comisión Nacional del Mercado de Valores. - El director general de Seguros y Fondos de Pensiones. - El director general de Comercio e Inversiones. - El director general de los Registros y del Notariado. - El director general de Política Exterior y Asuntos Multilaterales, Globales y de Seguridad. | - El Director de la Agencia Española de Protección de Datos. - El Director de Gabinete del Secretario de Estado de Seguridad. - El Comisario General de Policía Judicial. - El General Jefe de Policía Judicial de la Guardia Civil. - El Director de Inteligencia del Centro Nacional de Inteligencia. - El Director de la Policía Autónoma Vasca – Ertzaintza. - El director general de la Policía de la Generalidad de Cataluña. - El Director de la Policía Foral de Navarra. - El Director del Departamento de Aduanas e Impuestos Especiales de la Agencia Estatal de Administración Tributaria. - El Director del Departamento de Inspección Financiera y Tributaria de la Agencia Estatal de Administración Tributaria. - El Director del Servicio Ejecutivo de la Comisión. - El Subdirector General de Inspección y Control de Movimientos de Capitales de la Secretaría General del Tesoro y Política Financiera. |

### Comité Permanente
El Comité Permanente es el órgano ejecutivo de trabajo de la Comisión y el encargado de orientar la actuación del Servicio Ejecutivo de la Comisión y aprobar su estructura organizativa y directrices de funcionamiento. Se compone de 12 miembros:
- El Secretario General del Tesoro y Política Financiera, que lo preside.
- Un representante del Banco de España.
- Un representante de la Comisión Nacional del Mercado de Valores.
- Un representante de la Dirección General de Seguros y Fondos de Pensiones.
- Un representante de la Secretaría de Estado de Seguridad.
- Un representante de la Dirección General de la Policía.
- Un representante de la Dirección General de la Guardia Civil.
- Un representante del Departamento de Aduanas e Impuestos Especiales de la Agencia Estatal de Administración Tributaria.
- Un representante del Departamento de Inspección Financiera y Tributaria de la Agencia Estatal de Administración Tributaria.
- Un representante de la Fiscalía Antidroga.
- El Director del Servicio Ejecutivo de la Comisión.
- El Subdirector General de Inspección y Control de Movimientos de Capitales.

### Comité de Inteligencia Financiera
El CIF se encarga de impulsar la actividad de análisis e inteligencia financieros del Servicio Ejecutivo de la Comisión y es el responsable del análisis de riesgo nacional en materia de blanqueo de capitales y de la financiación del terrorismo. Asimismo, es el órgano ante el cual el director del Servicio Ejecutivo debe informar sobre las tendencias en materia de comunicación de operativa sospechosa, la evolución del número y calidad de las comunicaciones y de la detección de cualesquiera patrones de riesgo de blanqueo de capitales y financiación del terrorismo identificados en el ejercicio de su actividad. Está integrado por 13 miembros:
- El Secretario General del Tesoro y Política Financiera, que ejerce la Presidencia.
- Un representante de la Fiscalía Antidroga.
- Un representante de la Fiscalía contra la Corrupción y la Criminalidad Organizada.
- Un representante de la Fiscalía de la Audiencia Nacional.
- Un representante del Banco de España.
- Un representante de la Dirección General de la Policía.
- Un representante de la Dirección General de la Guardia Civil.
- Un representante del Departamento de Aduanas e Impuestos Especiales de la Agencia Estatal de Administración Tributaria.
- Un representante del Departamento de Inspección Financiera y Tributaria de la Agencia Estatal de Administración Tributaria.
- Un representante del Centro Nacional de Inteligencia.
- Un representante del Centro de Inteligencia contra el Crimen Organizado.
- El Director del Servicio Ejecutivo de la Comisión.
- El Subdirector General de Inspección y Control de Movimientos de Capitales.